# Розумовський Андрій Кирилович
Андрі́й Кири́лович Розумо́вський (22 жовтня (2 листопада) 1752, Глухів — 11 (23) вересня 1836, Відень) — український граф, пізніше князь, дипломат, дійсний таємний радник 1-го класу українського походження. Син останнього українського гетьмана Кирила Розумовського, приятель і меценат Людвіга ван Бетховена.
Був відомим як блискучий дипломат і меценат. Більшу частину свого життя він провів у Відні, утримував власний струнний квартет, ансамбль виконавців, в якому грав партію другої скрипки.
Людвіг ван Бетховен присвятив Андрію Розумовському П'яту та Шосту симфонії, а також три струнні квартети, що отримали назву квартетів Розумовського. Розумовський був послом Російської імперії в Габсбурзькій монархії у 1792–1807 роках. За дипломатичні успіхи вшанований  князівським титулом.

## Петербурзький період
Третій із 6 синів гетьмана Кирила Розумовського Андрій народився у Глухові 2 листопада (22 жовтня за старим стилем) 1752 року. Будучи учнем відомого історика Авґуста Шлецера, дістав блискучу освіту. Для своїх дітей гетьман відкрив спеціальну «академію», прототип закритого ліцею, найнявши для цього на Василівському острові в Петербурзі великий новий будинок-палац. До кінця 1764 року «академію» було закрито, бо завершувати освіту діти повинні були обов'язково в одному з найкращих європейських університетів. Кирило Григорович вибрав для цього Страсбурзький університет, у якому колись навчався сам.
1769 року Андрій почав службу на флоті (до цієї кар'єри його готували з дитинства), одержав звання лейтенанта, брав участь у Чесменському бою, після цього командував фрегатом «Катерина», а в 1773-му перейшов на придворну службу. Його вплив на цесаревича Павла Петровича (майбутнього Павла I, друга дитинства Андрія) чимало турбував Катерину II. У 1776 році вона вирішила віддалити Розумовського від двору і вислати з Петербурга. Через 3 роки Катерина II призначила його послом у Неаполь.

## Дипломатична служба

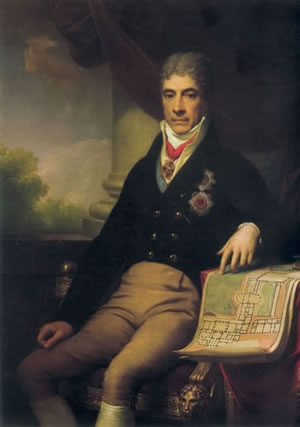
Портрет Андрія Розумовського роботи Йогана Баптиста Лампі старшого

Майже два роки перед призначенням Андрій провів у Відні, доки в Неаполі знайшли охочих на посаду посла при Санкт-Петербурзькому дворі. У Неаполі граф Розумовський швидко набув прихильності всесильної королеви Кароліни-Марії, але і сам підкорився її впливу, унаслідок чого порушував інструкції імператриці. У 1784 році він був переведений до Копенгагена, через два роки — до Стокгольма. Його діями і особливо депешами, що докладно висвітлювали становище Швеції, Катерина II була дуже задоволена.
У 1788 році він одружився з Елізабет (Єлизаветою) Тун, для цього одержавши дозвіл не тільки свого батька, але й імператриці Катерини II. Родина Тунів була відома всьому Відню як меценати і друзі Моцарта, Йогана Гайдна, Бетховена. Салон графині Тун, матері Елізабет, був місцем для зустрічі всіх освічених і авторитетних людей Відня. Якийсь час молода пара перебувала в Російській імперії, а з 1790 року графа Андрія призначили у Відень, спочатку помічником посла, а пізніше він змінив Дмитра Голіцина на цій посаді.
Першими депешами Розумовського з Відня імператриця була задоволена; у 1792 році його стараннями був відновлений договір між Російською імперією та Габсбурзькою монархією; чимало припало турбот на його долю по другому і третьому розподілах Польщі. Після поразки Римського-Корсакова при Цюриху Павло I наказав Розумовському залишити Відень і жити в Батурині. Потім Розумовський був призначений сенатором. У 1801 році Олександр I знову призначив його послом у Відень.
1806 рік був переломним у житті графа Андрія та його дипломатичній кар'єрі. Під час наполеонівських воєн Розумовському коштувало великої праці збудити австрійський уряд до вступу в коаліцію проти Наполеона і до відкриття військових дій проти Французької імперії. Та його діяльністю дипломата були дедалі більше незадоволені у Петербурзі. Наприкінці 1806 року, в грудні, його спіткало особисте горе — після тривалої хвороби померла його дружина Єлизавета. А незабаром після того, як Російська імперія уклала з Наполеоном Тильзитський мир, становище Розумовського стало маловтішним, і в липні 1807 року він пішов у відставку. Андрій залишився у Відні, займаючись, головним чином, облаштуванням своєї відомої картинної галереї і не менш славних музичних вечорів.

## Культурне подвижництво
Із самого початку роботи у Відні Андрій Розумовський перебував у центрі культурного життя столиці Габсбурзької монархії. Завдяки блискучій освіті, знанню мов, витонченим манерам, чудовому розумінню мистецтва він швидко увійшов у доволі вузьке коло віденських аристократів. Андрій зустрів там деяких своїх петербурзьких знайомих і серед них дуже близького до родини Розумовських Й. М. К. Лобковіца, що був представником одного з найбагатших і найславетніших австрійських родів.
Розумовський був представлений у салон графині Тун, середовище всіх освічених і авторитетних людей Відня. Господиня салону — розумна, екстравагантна і чарівна графиня Марія Вільгельміна фон Тун-Гогенштейн, уроджена Ульфельд (1744—1800), була завзята шанувальниця музики, як і всі її найближчі родичі і знайомі. Її дядько — Фердинанд Лобковіц (мати графині Тун була із сімейства Лобковіц) узяв на себе турботу про музичну освіту сина одного зі своїх лісничих — надалі відомого композитора Глюка. Свекор Марії Вільгельмівни, граф Йоганн Йозеф Тун, був другом і меценатом Вольфганга Моцарта, у його садибі в Лінці була написана знаменита «Лінська симфонія», а Леопольд Моцарт, батько славетного композитора, був у свій час їхнім домашнім капельмейстером. Вільгельміна Тун влаштувала молодого Йогана Гайдна на службу капельмейстером до свого приятеля, дуже заможного князя Естергазі. Вона ж була постійним меценатом Моцарта. Пізніше графиня Тун познайомилася з Бетховеном, і в 1798 році він присвятив їй тріо для фортепіано, кларнета і віолончелі.
У 1788 році Андрій Розумовський одружився з Елізабет, донькою Вільгельміни фон Тун.

### Дружба з Бетховеном
Музичні збори і вечори були практикою життя Відня, а Розумовський — їхнім постійним активним учасником як виконавець чи слухач. Крім салону графині Тун, концерти відбувалися в будинку Карла Лихновського (княгиня Христина Лихновська — рідна сестра дружини Розумовського) і в музичному салоні князя Лобковіца. На одному з таких музичних вечорів граф Андрій познайомився з Бетховеном.
Спілкування композитора з музикантом-дилетантом, закоханим у квартетну музику, привело до того, що Бетховен став приділяти цьому жанру велику увагу. Розумовський переказував Бетховену свої бесіди з Гайдном про музику і тим самим значно вплинув на музичний розвиток молодого композитора.
Можливо, їхнє зближення саме в 1806 році було пов'язано з тим, що в цей час Бетховен зайняв антинаполеонівську позицію, знявши ім'я Наполеона (якого Розумовський давно ненавидів) з титульного листа 3-ї симфонії та скандально відмовившись виступати перед французькими офіцерами.
Граф Розумовський вписав своє ім'я в історію музики вже тим, що залучив Бетховена до написання квартетів. І дійсно, довгий час композитор взагалі не звертався до жанру струнних квартетів. У всякому разі, квартети ор. 59 — це тільки друге звернення Бетховена до цього жанру, але вони — справжній шедевр великого майстра.
Квартети, присвячені Розумовському, дослідники вважають новим етапом розвитку європейської квартетної музики.
Як відомо, у квартетах ор. 59 були використані українські і російські народні мелодії. У дослідників творчості композитора немає узгодженої версії про те, чому Бетховен звертається до цитування. Одні вважають, що цю думка подав композитору «замовник» — Андрій Розумовський. Інші — що для того, щоб просто виявити повагу до мецената, було б досить присвяти. У факті не тільки традиційної присвяти на титульному листі, але й присвяти в самому музичному тексті, дослідники вбачають те, що взаємини між великим маестро і Розумовським були досить щиросердні.
Спадщина, отримана після смерті батька, дозволила Андрієві Кириловичу організувати найкращий квартет свого часу і перший в Європі ансамбль постійного складу: музиканти мали в ньому довічний ангажемент.
Для створення квартету йому потрібно було тільки три музиканти, бо другою скрипкою ансамблю був сам граф Андрій. Його власна підготовленість цілком дозволяла йому грати партію другої |скрипки в квартеті, що він зазвичай і робив.
Квартет був організований у 1808 році і відразу став квартетом Бетховена. У репертуарі квартету Розумовського було все, що створював Бетховен нового, і виконувалося саме так, як того хотів автор. Тож не дивно, що 1808 року у Бетховена виникає бажання змінити присвяту 5-ї симфонії, спочатку призначеної графу Ф. Опперсдорфу. Бетховен навіть одержав за неї 350 флоринів у рахунок гонорару (500 флоринів), але присвятив, як і 6-у симфонію, А. Розумовському і Ф. Лобковіцу.

## Віденський конгрес

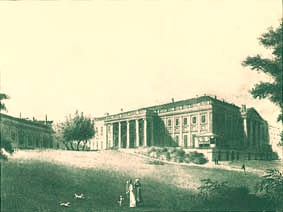
Палац Розумовського у Відні

Отримана 1803 року спадщина дала змогу Андрієві Розумовському зайнятись облаштуванням знаменитої у Європі картинної галереї і не менш блискучих концертів та віддатися сімейній пристрасті — будівництву. Він витратив велику суму грошей на побудову чудового палацу в неокласичному стилі під нове посольство Олександра I та мосту через Дунай.
У другій половині 1813 року Розумовський увійшов в оточення імператора Олександра I і перебував у штаб-квартирі союзних військ під час походу у Французьку імперію. На початку 1814 року був призначений уповноваженим для ведення переговорів про перемир'я. Російський посол став однією із найвагоміших фігур у часи проведення Віденського конгресу, його навіть прозвали у Відні «ерцгерцогом Андреасом». Не дивно, що під час проведення урочистостей, пов'язаних із Віденським конгресом, Бетховену випало також відігравати важливу роль. Монархи, що приїхали у Відень, і аристократи, що їх супроводжували, вітали великого композитора. В палаці Розумовського Бетховен зустрічався з високопоставленими особами. За підготовку, організацію і проведення Віденського конгресу граф Розумовський був нагороджений князівським титулом.
Урочистості з нагоди завершення Віденського конгресу та відзначення перемоги над Наполеоном проходили також у Палаці Розумовського. Для того, щоб розмістити всіх гостей, Розумовський влаштував тимчасову прибудову до свого палацу, що опалювалась за рахунок димоходу. Під час урочистостей, наприкінці 1814 року сталась подія, що змусила весь Відень на один-два дні забути навіть про конгрес. Горів палац Розумовського. Вогонь із димоходу за якийсь час поширився на головну будівлю. Пожежа була страшною для серця і кишені вже літнього Андрія — згоріли парадні кімнати його знаменитого палацу, були пошкоджені і знищені мармурові статуї, погруддя, унікальні вази, відомі в усій Європі картини, бронза та інші твори мистецтва.
Після пожежі Розумовський вийшов у відставку з дипломатичного корпусу і виявився не в змозі утримувати квартет, тому в 1816 році вимушено сповістив про його розпуск і, розпродавши частину свого майна, призначив музикантам пенсію. Квартет Розумовського розпався, але фактично ще довгий час існував під назвою «квартет Шуппанцига». Квартет вирушив до Російської імперії. Влаштувався у Петербурзі, де представляв і поширював славу бетховенської музики. Виступав також із концертами в Москві та Києві.
З 1815 року до самої смерті Розумовський проживав переважно у Відні. Він жив у постійному грошовому нестатку, який не могли покрити урядові субсидії. Цар обіцяв йому кошти на реконструкцію палацу, проте не дотримав свого слова.
Нащадки Андрія Розумовського живуть у Відні і сьогодні. Величезний палац і понині прикрашає у Відні вулицю, що носить його ім'я, а от міст Розумовського через Дунай не вцілів.
У 1990-х роках палац Розумовського був штаб-квартирою Міжнародного океанографічного інституту.

## Вшанування пам'яті
У 1862 р. у місті Відень (Австрія), вулиця на якій розташовувався палац Андрія Розумовського отримала назву «Rasumofskygasse».
Вулиця Андрія Розумовського у місті Дніпро.